# Steef Roothaan

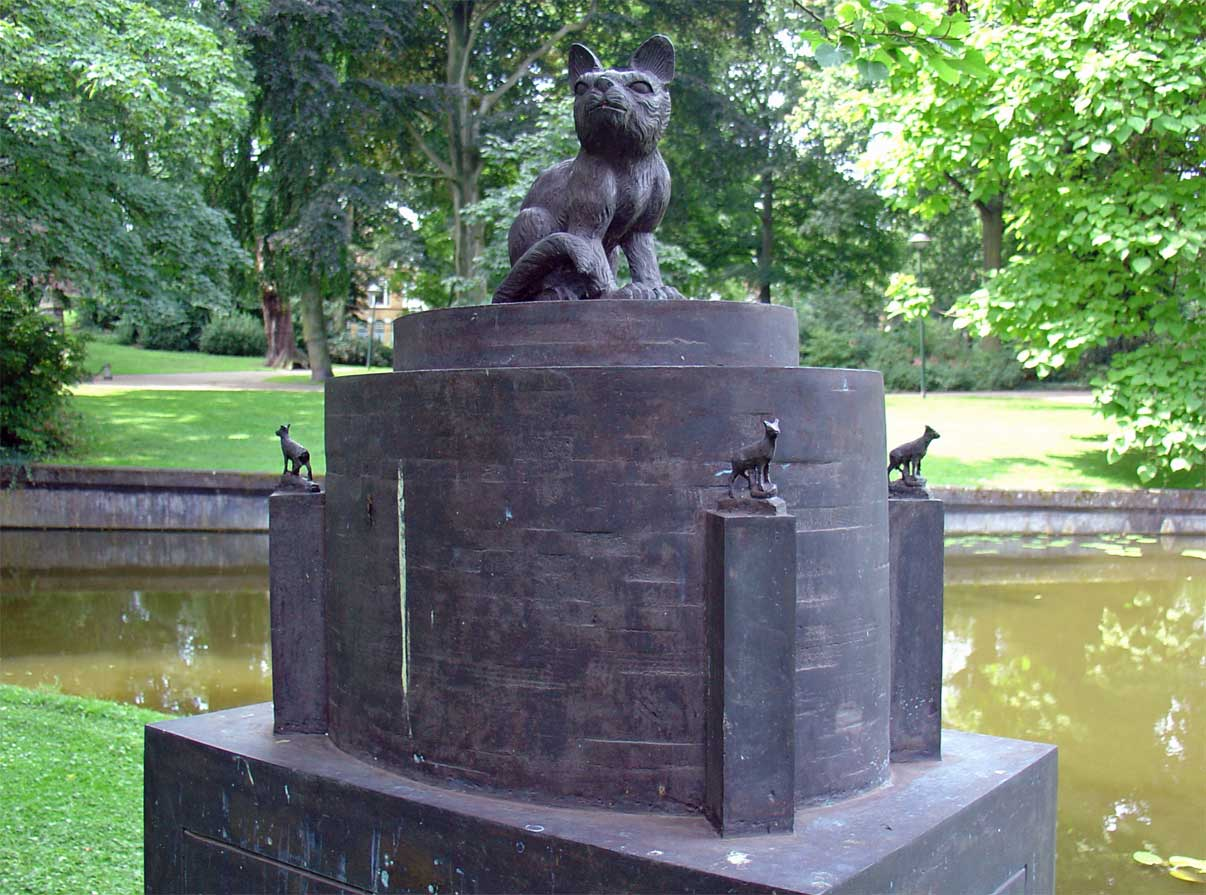
Kat door Steef Roothaan, Fluwelensingel te Gouda

Steef Roothaan (Nijmegen, 9 januari 1954) is een Nederlandse beeldhouwer en tekenaar.

## Leven en werk
Roothaan studeerde van 1973 tot 1979 beeldhouwkunst aan de kunstacademie van Rotterdam. Hij is, naast beeldhouwer en tekenaar, als docent verbonden aan dezelfde academie, die sinds 1998 de nieuwe naam Willem de Kooning Academie draagt.
Werk van Roothaan is in de publieke ruimte van diverse Nederlandse steden te vinden. In zijn werk tracht hij beeld en locatie met elkaar te verbinden. Ook is werk van Roothaan te vinden in het museum Beelden aan Zee te Scheveningen, het Jan Cunencentrum te Oss en het Stedelijk Museum Zwolle.

## Werken (selectie)
- Wind - Katwijk aan Zee - (2009)
- Beeld van de herinnering - Oudewater (2004)
- Kruising der wegen - Zederik (1998)
- Zonder titel - Oldenzaal (1997)
- Zonder titel (paard en hond) - Nunspeet politie (1996)
- Zonder titel - Gouda bij het belastingkantoor (1993)
- Zonder titel - 's-Gravenzande (begraafplaats) (1998)
- Zonder titel - bij recreatiebad Den Hommel in Utrecht (1992)
- Zonder titel - Hardinxveld-Giessendam (1992)
- Kat - Gouda, Goudse beeldenroute (1992)
- Kikhondje - Zwolle (1991)
- Mannetje - Amersfoort (1991)
- Inundatiemonument - Ritthem (1990)
- Monument (hert) - Almere (1990)
- 5 Zuilen - Hengelo (1990)
- Zonder titel - Amsterdam Arena Atlas aan de Hoogoorddreef (1989)
- De Baanbreker - Ens (1989)
- Posthoornblazers - Breda (1985)